# استیون سیدمن
استیون سیدمن (به انگلیسی: Steven Seidman)؛ (زاده ۱۷ اکتبر ۱۹۴۸) جامعه‌شناس است، در حال حاضر پروفسور دانشگاه ایالتی نیویورک در آلبانی است. او یک نظریه‌پرداز اجتماعی است که در زمینه‌های نظریه اجتماعی، فرهنگ، تمایلات جنسی، جامعه‌شناسی تطبیقی، نظریه دموکراسی، ناسیونالیسم و جهانی شدن کار می کند.

## تحصیلات
سیدمن در سال 1972 از دانشگاه ایالتی نیویورک در براکپورت، لیسانس؛ در سال 1977 از مدرسه جدید تحقیقات اجتماعی، ارشد و در سال 1980 از دانشگاه ویرجینیا مدرک دکترا دریافت کرد.

## شغل
پس از اخذ مدرک دکترا، او از سال 1980 تا 1983 به عنوان استادیار در دانشگاه ایالتی نیومکزیکو کار کرد و سپس به دانشگاه ایالتی نیویورک در شهر آلبانی ایالت نیویورک نقل مکان کرد. در سال 1986 دانشیار و در سال 1992 استاد تمام شد. تا به امروز کتاب های او به زبان های فرانسوی، چینی، کره‌ای، رومانیایی، فارسی، ترکی، اسپانیایی، لهستانی ترجمه شده است.: